# Derolus anterufus
Derolus anterufus là một loài bọ cánh cứng trong họ Cerambycidae.